# La Main d'Horus
La Main d'Horus (ホルスの手, Horus no Te) est un seinen manga de Tatsuya Seki, prépublié entre octobre 2011 et 2013 dans le magazine Weekly Manga Goraku et publié par l'éditeur Nihon Bungeisha en trois volumes reliés entre décembre 2012 et juin 2013. La version française est éditée par Komikku Éditions en trois volumes sortis entre mai 2014 et novembre 2014.

## Liste des volumes
| no | Japonais         | Japonais          | Français         | Français          |
| no | Date de sortie   | ISBN              | Date de sortie   | ISBN              |
| -- | ---------------- | ----------------- | ---------------- | ----------------- |
| 1  | 20 décembre 2012 | 978-4-537-12990-8 | 15 mai 2014      | 979-10-91610-49-0 |
| 2  | 27 février 2013  | 978-4-537-13000-3 | 28 août 2014     | 979-10-91610-61-2 |
| 3  | 29 juin 2013     | 978-4-537-13051-5 | 13 novembre 2014 | 979-10-91610-74-2 |

### Édition japonaise
Nihon Bungeisha
1. 1 2  (ja) « Tome 1 ».
2. 1 2  (ja) « Tome 2 ».
3. 1 2  (ja) « Tome 3 ».

### Édition française
Komikku Éditions
1. 1 2  (fr) « Tome 1 », sur manga-news.com.
2. 1 2  (fr) « Tome 2 », sur manga-news.com.
3. 1 2  (fr) « Tome 3 », sur manga-news.com.